# László József (bányamérnök)
Kászonjakabfalvi László József (Verespatak, 1834. – Kolozsvár, 1908. április 15.) bányamérnök.

## Életpályája
1857-ben beiratkozott a selmecbányai bányászati akadémiára. Ezután a Fehér-Körös völgyében a kristyori aranybányánál lépett szolgálatba.
Kikísérletezett és bevezetett egy új rendszerű, szabadalmazott aranyfoncsorító malmot, mellyel az addigi eljárásokkal szemben a kinyert arany mennyisége 20–40%-kal emelkedett. Szabadalmát a hazai viszonyok miatt nem tudta értékesíteni, ezért eladta a Friedrich Krupp Grusonwerk gyárnak, mely elterjesztette az egész világon.